# 安茂達
安茂達（？—？），江西新建人，清朝政治人物。举人出身。
乾隆三十一年，擔任廣東廣州府永安縣知縣（現紫金縣知縣）。后由張天植接任。